# The Great Escape (canción de Boys Like Girls)
«The Great Escape» es el segundo sencillo del álbum epónimo de Boys Like Girls, y su primer sencillo en enlistarse en Billboard Hot 100, llegando al número 23. El sencillo ha sido certificado Platino y Oro por RIAA.
La canción aparece en el juego de karaoke de Xbox 360, Lips, y aparece en Top Spin 3.
La canción es mostrada en la versión de Nintendo del juego por Activision, Band Hero, y estuvo disponible como canción descargable para el juego Rock Band en junio del 2010.
La canción aparece en la banda sonora de la película The House Bunny.
También es usada en el tráiler oficial de la película de Disney, Tangled.

## Lista de canciones
Sencillo en CD
1. «The Great Escape» (Álbum Versión)
2. «Heels Over Head» (Tom Lord-Alge Mix)
3. «The Great Escape» (Live)

Bonus Content:
1. The Great Escape Ringtone
2. Wallpaper Image

## Vídeo musical
El vídeo musical fue dirigido por Alan Ferguson y fue filmado en enero del 2007. Lanzando a fines de febrero del 2007, fue agregado a las listas de MTV y recibió apoyo considerable de los canales con Fuse TV. Aparece la banda en la carretera, como también en concierto, mientras detallan el viaje de un grupo de sus fanes en el camino y durante su mejor concierto. Va y viene entre la banda y los amigos mostrándolos mirando un mapa y la banda tomando una fotografía con un perro de tres patas.
Partes del vídeo fueron filmadas en Granada Hills Carter High School localizado en Granada Hills, California. Las partes del concierto fueron filmadas en Los Ángeles.
El vídeo fue lanzado en los canales de música en Reino Unido en febrero del 2008.
No hay casos reales de la censura en el vídeo musical. En una entrevista con Kurt Loder, la banda dijo que la letra fue originalmente "Let's get drunk and drive around", pero fueron cambiados a "...ride around" para no parecer promoción a conducir ebrio.

## Listas y certificaciones
| Lista (2007)                           | Posición máxima |
| -------------------------------------- | --------------- |
| Canadian Hot 100                       | 57              |
| New Zealand RIANZ Singles Chart        | 36              |
| UK Singles Chart                       | 72              |
| U.S. Billboard Hot Adult Top 40 Tracks | 20              |
| U.S. Billboard Hot 100                 | 23              |
| U.S. Billboard Pop 100                 | 8               |
| Listas (2008)                          | Posición        |
| U.S. Billboard Hot Singles Recurrents  | 4               |

| País | Certificación | Formato          | Referencia |
| ---- | ------------- | ---------------- | ---------- |
| USA  | Platino       | Descarga digital | [ 1 ]      |
| USA  | Oro           | Mastertone       | [ 1 ]      |